# Ronald Fields
(en) Statistiques sur pro-football-reference
Ronald J. Fields (né le 13 septembre 1981 à Bogalusa) est un joueur américain de football américain.

## Carrière

### Université
Fields étudie à l'université d'État du Mississippi où il fait partie d'un des meilleurs joueurs de la conférence SEC.

### Professionnel
Ronald Fields est sélectionné au cinquième tour du draft de la NFL de 2005 par les 49ers de San Francisco au 137e choix. Il fait ses débuts le 20 novembre 2005 contre les Seahawks de Seattle. Après n'avoir joué que quatre matchs lors de sa saison de rookie, Fields est titulaire à neuf reprises lors de la saison 2006 avant de retomber dans les arcanes du roster où il fait figure de remplaçant. En 2007, il réalise son premier sack contre les Cardinals de l'Arizona.
Le 2 mars 2009, Fields signe un contrat de deux ans avec les Broncos de Denver où il joue tous les matchs de la saison 2009 comme nose tackle titulaire mais la saison suivante, il est remplacé à ce poste et devient remplaçant.
Le 31 juillet 2011, il signe avec les Dolphins de Miami mais ne reste que lors de la pré-saison et est libéré le 3 septembre après ne pas avoir été retenu dans l'effectif pour l'ouverture de la saison. Le 13 septembre 2011, il signe avec les Panthers de la Caroline.

## Famille
Ronald Fields est le cousin de Kenderick Allen, jouant au poste de defensive tackle.